# Schilowski rajon
Der Schilowski rajon (russisch Шиловский район) ist ein Rajon in der Oblast Rjasan in Russland. Das Verwaltungszentrum des Rajons ist die Siedlung städtischen Typs Schilowo.

## Geographie
Der Schilowski rajon grenzt im Norden an den Kassimowski rajon, im Westen an den Spasski rajon sowie den Staroschilowski rajon, im Osten an den Pitelinski rajon sowie den Tschutschkowski rajon, im Süden an den Putjatinski rajon sowie den Saposchkowski rajon und den Korablinski rajon.
Das Klima ist gemäßigt kontinental. Der bedeutendste Fluss des Rajons ist die Oka.
Der Rajon gliederte sich in zwei Stadtgemeinden (Schilowskoje und Lesnowskoje gorodskoje posselenije) und 15 Landgemeinden.

## Geschichte
Der Schilowski rajon wurde im Jahre 1929 gegründet.

## Politik
Oberhaupt des Rajons ist Wassili Fomin.

## Verkehr
Durch den Rajon führten die Eisenbahnstrecke Moskau – Tscheljabinsk sowie die föderale Fernstraße M5.